# 國立新營高級中學
國立新營高級中學，簡稱新營高中、新中是一所位於中華民國臺南市新營區的綜合型高級中等學校，設有高中部與高職部。

## 簡史
- 1946年4月，本校創立，校名臺南縣立新營初級中學。
- 1947年5月，遷入原新營初農（今國立白河高級商工職業學校）校舍。
- 1950年，試辦高中部；1952年2月，奉令升格為完全中學，校名更改為臺南縣立新營中學。
- 1953年8月1日，改隸臺灣省，校名改為臺灣省立新營中學。
- 1968年，國民義務教育延長為九年，停招初中部。
- 1970年8月，改制為臺灣省立新營高級中學。
- 1974年8月，接辦新營鎮立補習學校高級部，成立附設夜間補校。
- 1980年起，分六年接辦商科十八班。
- 1992年8月，成立美術班。
- 2000年2月1日，因精省改隸為國立新營高級中學。
- 2009年8月1日起，分三年調整會計事務科1班為普通科、1班為資料處理科。
- 2014年8月1日，資料處理科調整1班為應用外語科（英文組），附設進修學校停止招生。
- 2017年，裁撤附設進修學校。
- 2018年8月1日，商業經營科及資料處理科各1班，調整為流通管理科及電子商務科。

## 概況
全校共33班，計有學生約988人（2021年）。
- 普通科：共15班
- 美術班：共3班
- 商業經營科：共3班
- 資料處理科：共3班
- 應用英語科：共3班
- 流通管理科： 共3班
- 電子商務科： 共3班

## 遺跡
原新營中學校長宿舍
原新營中學校長宿舍建於1968年，作為當時的校長校舍使用，為新營高中校園內僅存的學校早期建築。其建築形式簡潔，具1950年代戰後宿舍類型建築之代表性，其正立面有大面弧形格子開窗，及八角窗等設計。

## 歷屆校長

舊校徽

- 林明海(首任校長)
- 蔡大港
- 姜廷訓
- 熊惠民
- 陳永康
- 廖五湖
- 熊茂生
- 陳震
- 江濱
- 汪榮哲
- 莊楩楠
- 鄭文燦
- 王武雄
- 陳沛郎
- 郭調清
- 楊輝杰

## 相關連結
- 國立新營高級中學（页面存档备份，存于）
- 國立新營高中Facebook專頁
- 新營高中Facebook社團
- 新營高中相關問答 （页面存档备份，存于）
- 新營高中相關問答 （页面存档备份，存于）
- 新營高中學生會IG （页面存档备份，存于）

## 外部連結
- 石川県立小松高等学校
- 原新營中學校長宿舍（页面存档备份，存于）